# Klaus Ulrich Schmolke
Klaus Ulrich Schmolke (* 1975) ist ein deutscher Rechtswissenschaftler.

## Leben
Er studierte Rechtswissenschaften und Geschichte in Trier, Lausanne und Mainz. Erste Juristische Staatsprüfung 2000. Promotion mit einer gesellschaftsrechtlichen Arbeit („Organwalterhaftung für Eigenschäden von Kapitalgesellschaftern“) an der Universität Mainz im Jahre 2003. Zweite Juristische Staatsprüfung 2004. Master of Laws (LL.M.), NYU School of Law 2006. Er war wissenschaftlicher Angestellter am Institut für Handels- und Wirtschaftsrecht der Universität Bonn bei Holger Fleischer. Von 2006 bis 2009 war er wissenschaftlicher Referent am Max-Planck-Institut für ausländisches und internationales Privatrecht, Mitarbeiter von Holger Fleischer und Betreuer des Länderreferats Schweiz von 2009 bis 2012. Nach der Habilitation im Jahre 2012 zu einem bürgerlich-rechtlichen Thema („Grenzen der Selbstbindung im Privatrecht. Rechtspaternalismus und Verhaltensökonomik im Familien-, Gesellschafts- und Verbraucherrecht“) an der Bucerius Law School vertrat er im Wintersemester 2012/2013 einen Lehrstuhl an der Universität Marburg. Einen Ruf lehnte auf einen W3-Lehrstuhl für Bürgerliches Recht in Marburg ab. Ab April 2013 war er Inhaber des Lehrstuhls für Bürgerliches Recht, Handels-, Gesellschafts- und Wirtschaftsrecht an der Universität Erlangen-Nürnberg. Zum 1. August 2023 wechselte er an die Universität Mainz.
Seine Forschungsschwerpunkte sind deutsches, europäisches und US-amerikanisches Gesellschaftsrecht, deutsches, europäisches und US-amerikanisches Kapitalmarkt- und Bankenrecht, Ökonomische und entscheidungstheoretische Grundlagen des Vertragsrechts, Ökonomische Analyse des Rechts, Rechtsvergleichung.

## Schriften (Auswahl)
- Organwalterhaftung für Eigenschäden von Kapitalgesellschaftern. Berlin 2004, ISBN 3-452-25674-X.
- Kapitalerhaltung in der GmbH nach dem MoMiG. Kommentierung zu §§ 30, 31 GmbHG. München 2009, ISBN 978-3-406-58218-9.
- Grenzen der Selbstbindung im Privatrecht. Rechtspaternalismus und Verhaltensökonomik im Familien-, Gesellschafts- und Verbraucherrecht. Tübingen 2014, ISBN 3-16-151971-X.
- als Herausgeber mit Andreas Funke: Menschenbilder im Recht. Tübingen 2019, ISBN 978-3-16-157697-3.